# Hellingwagen

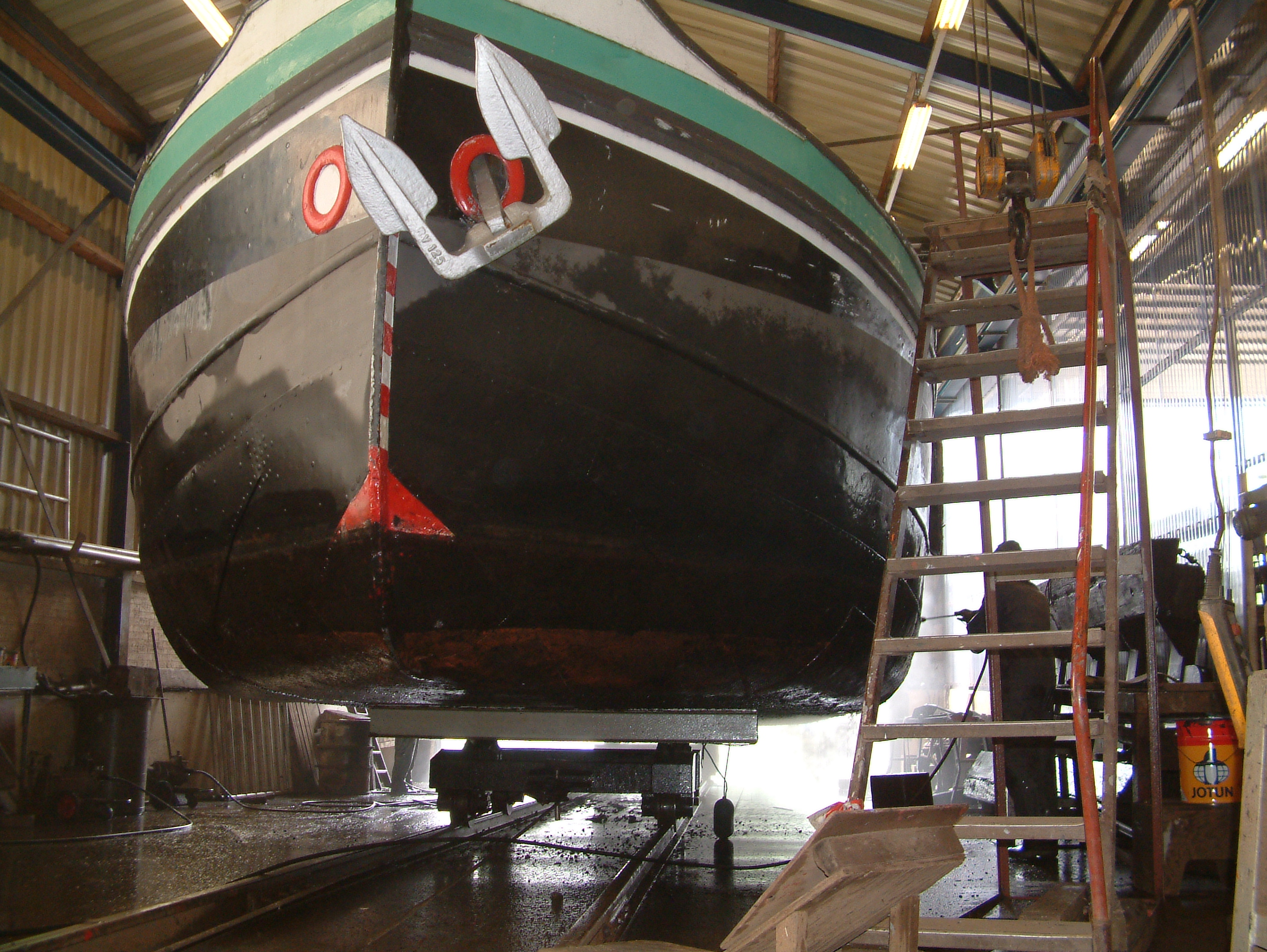
Een binnenschip op hellingwagens

Een hellingwagen is een wagen die op een scheepshelling wordt gebruikt om schepen droog te zetten, om schepen uit en in het water te rijden. De hellingwagen is meestal voorzien van wielen. Dat kunnen railwielen (over rails)  zijn bij zwaardere belastingen, maar ook rubber wielen bij minder belasting.

## Vormen
Als een schip de helling wordt opgetrokken of langs de helling wordt gevierd wordt het schip ondersteund door een ondersteuningsconstructie, die hellingwagen, maar ook wel cradle wordt genoemd. In plaats van wielen in de constructie wordt ook wel gebruikgemaakt van pallets met rolletjes (die dan uiteraard slechts de halve afstand afleggen als de constructie). In dat geval wordt de ondersteuningsconstructie geen hellingwagen genoemd, doch "cradle".

## Gebruik
Hellingwagens worden zowel bij een langshelling als bij een dwarshelling gebruikt, hoewel ze er dan uiteraard wel anders uitzien. Bij het hellingen van binnenschepen gebruikt men op een langshelling minstens twee hellingwagens. Als de helling lang genoeg is kan achter het eerste schip nog een ander schip worden opgetrokken. Daartoe zet men het eerst opgetrokken schip op blokken (opstoppen) en rijdt men de wagen(s) weer onder het volgende schip. Een jacht past meestal op één hellingwagen. Op een dwarshelling kunnen meerdere schepen naast elkaar drooggezet worden en daarom heeft men in de regel meer hellingwagens beschikbaar. Vaak is de hellingwagen dan opgebouwd uit modules. Afhankelijk van de (kiel)lengte van de schepen worden meerdere modules gebruikt.
Soms wordt een hellingwagen "cradle" genoemd, soms worden ook de modules "cradles" genoemd. Om een schip droog te zetten gaat de hellingwagen onder water over de rails. Hier wordt het schip op de hellingwagen getrokken en hieraan (provisorisch) vastgemaakt. Vaak staat erbovenop de hellingwagens een constructie die altijd boven water blijft uitsteken en dienstdoet als markering voor de schepen, soms staat de dokmeester tijdens het dokkingsproces op deze constructie en legt het schip hier vast
Het trekmechanisme van de helling trekt aan de hellingwagen. Zo worden hellingwagen met hierop het schip de helling opgetrokken.

## Ondersteuning van het schip
Op de hellingwagen bevinden zich een aantal houten blokken om het schip te ondersteunen. In het midden bevinden zich de zogenaamde kielblokken, die het grootste deel van het scheepsgewicht dragen. Aan de zijkant bevinden zich de zogenaamde kimblokken die eventueel aangetrokken worden als het schip stevig op de kielblokken ligt(dat is de verantwoording en de kennis van de dokmeester). Zo een "bed" van blokken wordt afhankelijk van het te dokken schip tevoren door de dokmeester klaar gemaakt.